# Östanvik
Östanvik ist eine Ortschaft (småort) in der schwedischen Provinz Dalarnas län und der historischen Provinz (landskap) Dalarna. Östanvik gehört zur Gemeinde Rättvik und zu Ore socken.
Der Länsväg 301 führt ebenso wie Bahnstrecke Orsa–Bollnäs an dem Ort vorbei, der zwischen Orsa und Edsbyn am Oreälven liegt. Der nächstgelegene Tätort ist Furudal (etwa fünf Kilometer östlich).